# Marconi Stallions FC
El Marconi Stallions Football Club és un club de futbol semi professional australià de la ciutat de Sydney.

## Història
El Club Marconi fou un club social i esportiu fundat per immigrants italians l'any 1956 a Sydney. El nom del club fa referència a l'inventor italià Guglielmo Marconi. La secció de futbol aparegué dos anys més tard. Durant els anys setanta esdevingué un dels clubs de futbol més potents de la ciutat de Sydney.

## Palmarès
- Lliga australiana de futbol:[3]
  - 1979, 1988, 1989, 1992–93
- Copa australiana de futbol:[4]
  - 1980